# Haßlinghausen
Haßlinghausen är en stadsdel i Sprockhövel i Nordrhein-Westfalen i Tyskland. Stadsdelen ligger nära motorvägarna A1, A43 och A46.